# Nicolaas van Liechtenstein

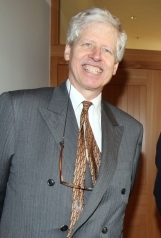
N. van Liechtenstein

Nicolaas Ferdinand Maria Jozef Rafaël (Zürich, 24 oktober 1947) is de derde zoon van vorst Frans Jozef II en vorstin Georgina. Prins Nicolaas was de ambassadeur van Liechtenstein in België tot 2010, vertegenwoordiger van Liechtenstein bij de Verenigde Naties en niet-residerend ambassadeur bij de Heilige Stoel.

## Gezin
Op 20 maart 1982 trad hij in het huwelijk met prinses Margaretha van Luxemburg, dochter van groothertog Jan en groothertogin Josephine Charlotte van Luxemburg. Het paar kreeg vier kinderen.
- Leopold (20 mei 1984, dezelfde dag overleden)
- Maria Annunciata (12 mei 1985)
- Maria Astrid (26 juni 1987)
- Josef Emanuel (7 mei 1989)

- Gemeinsame Normdatei: 122606671
- International Standard Name Identifier: 0000 0001 1639 5690
- Library of Congress Control Number: no96008450
- Nederlandse Thesaurus van Auteursnamen: 287541274
- SNAC: w6m40bkj
- Virtual International Authority File: 50113310
- WorldCat: E39PBJwX849QJCvGWV3bgW8wG3